# تپه قشلاق امین‌آباد ۲
تپه قشلاق امین آباد ۲ در شهرستان بوئین‌زهرا، روستای قشلاق امین آباد واقع شده است و این اثر در تاریخ ۱۲ بهمن ۱۳۸۱ با شمارهٔ ثبت ۷۳۰۷ به‌عنوان یکی از آثار ملی ایران به ثبت رسیده است.